# Rainer Sprung

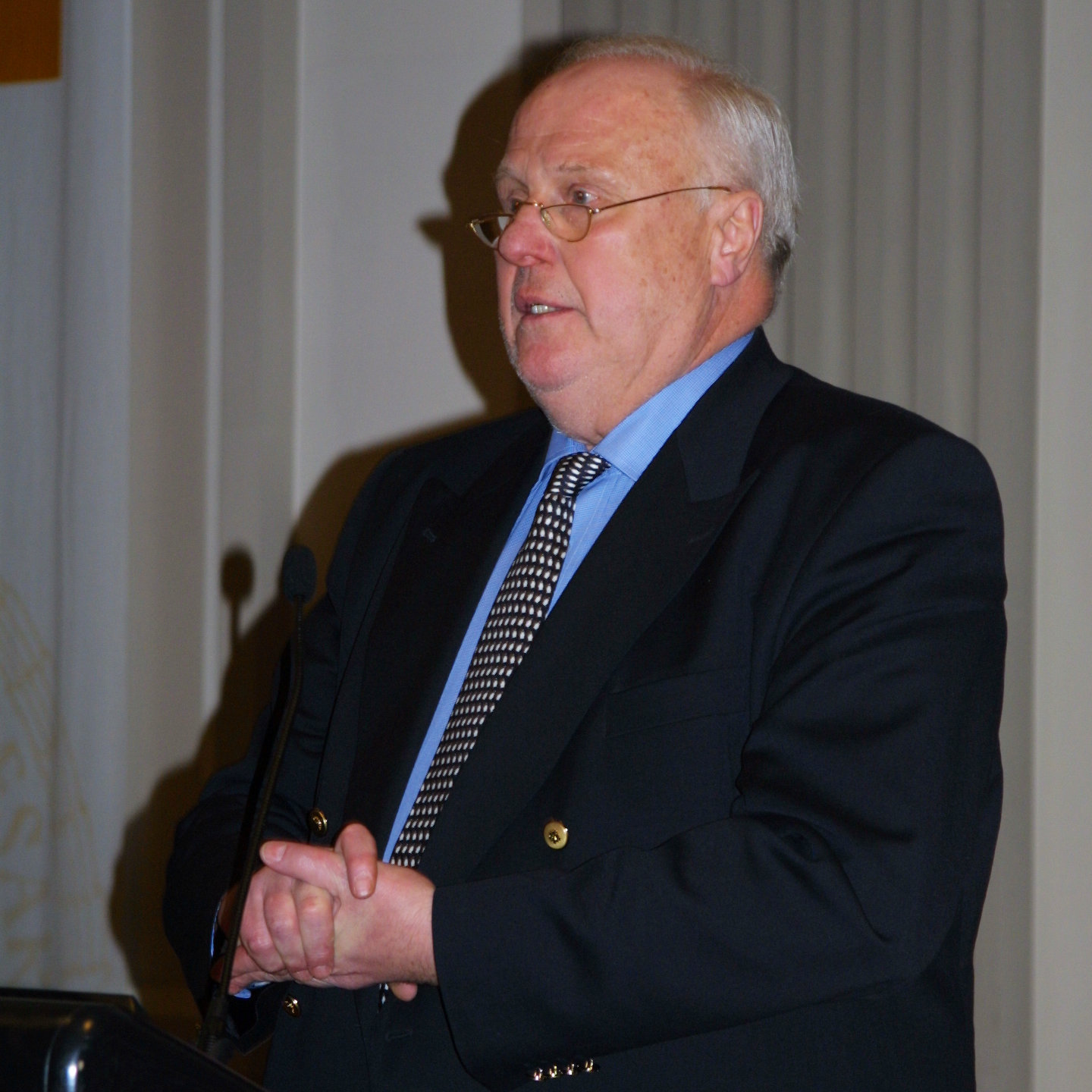
Rainer Sprung (2004)

Rainer Sprung (* 24. Juni 1936 in Feldkirch; † 2. Juli 2008 in Innsbruck) war ein österreichischer Rechtswissenschaftler.

## Leben
Rainer Sprung ging in Innsbruck, Linz, Pressburg und Seekirchen am Wallersee in die Volksschule und absolvierte das Bundesrealgymnasiums in Linz. Er studierte an der Rechts- und Staatswissenschaftlichen Fakultät der Universität Wien. Nach seiner Promotion 1959 absolvierte er am Oberlandesgericht Wien seinen Gerichtsdienst. Zum 1. Mai 1960 wurde er in den richterlichen Vorbereitungsdienst aufgenommen und war an verschiedenen Bezirksgerichten, Gerichtshöfen I. und II. Instanz, der Staatsanwaltschaft Wien sowie auch beim Obersten Gerichtshof tätig. 1962 absolvierte er die Richteramtsprüfung in Innsbruck mit ausgezeichnetem Erfolg in allen Fächern und wurde zum Richter am Oberlandesgericht Innsbruck ernannt, wo er sämtlichen Sparten der Zivil- und Strafgerichtsbarkeit, insbesondere bürgerliches Recht, Handelsrecht und Insolvenzrecht, innehatte. Seit 1966 war er an der Universität Innsbruck in der Lehre tätig und habilitierte sich im Juni desselben Jahr mit einer Arbeit zur “Konkurrenz von Rechtsbehelfen im zivilgerichtlichen Verfahren”. 1967 wurde Rainer Sprung dort zum ordentlichen Universitätsprofessor für Zivilgerichtliches Verfahren berufen. Von seiner Berufung bis zu seiner Emeritierung 2004 war Rainer Sprung Vorstand des Instituts für Zivilgerichtliches Verfahren. Seine Antrittsvorlesung hielt Sprung am 16. Februar 1968 über „Strömungen im Zivilprozessrecht“. 1970 und 1971 war er jeweils von September bis November als wissenschaftlicher Experte in der Direktion für juristische Angelegenheiten des Europarats in Straßburg tätig. Einen Ruf an die Universität Graz lehnte er 1977 ab. Von 1972 bis 1974 gehörte er dem Akademischen Senat der Universität Innsbruck an. In den Studienjahren 1974/75, 1975/76 und 1976/1977 war er Dekan der Rechtswissenschaftlichen Fakultät. Von 1987 bis 1991 war Rainer Sprung für zwei Amtsperioden Rektor der Universität Innsbruck. Seine Amtszeit als Rektor war durch die Erschließung neuer Ressourcen für die Universität und umfangreiche bauliche Erweiterungen geprägt. Von 1989 bis 2007 war er außerdem Vorsitzender des Aufsichtsrats der Kapsch AG.

## Werk
Als Wissenschaftler prägte er durch seine historisch-teleologische „Innsbrucker Methode“ die österreichische zivilprozessuale Forschung entscheidend mit. Sein Denken war dabei  von Franz Kleins geprägt, mit dessen Leben und Werk er sich intensiv auseinandersetzte. Über sein Fach hinaus befasste sich Rainer Sprung auch eingehend mit dem Unternehmensrecht und Wintersportrecht. So entdeckte er zum Beispiel die 1. Pistenverordnung der Welt für den Raum Innsbruck vom 14. Januar 1937 wieder.

## Auszeichnungen
- 1982: Sportehrenzeichen der Landeshauptstadt Innsbruck
- 1989: Ehrenzeichen des Landes Tirol
- 1991: Großes Goldenes Ehrenzeichen für Verdienste um die Republik Österreich
- 1992: Kommandeurkreuz des Königlich-Thailändischen Kronenordens
- 2004: Verdienstkreuz der Stadt Innsbruck[7]

## Publikationen
- 1966: Konkurrenz von Rechtsbehelfen im zivilgerichtlichen Verfahren, Rainer Sprung, Wien [u. a.]: Springer; 1966
- 1974: Die Entscheidungsbegründung in europäischen Verfahrensrechten und im Verfahren vor internationalen Gerichten, Rainer Sprung und Bernhard König, Wien [u. a.]: Springer; 1974, ISBN 3-211-81211-3
- 1977: Das österreichische Schirecht, hrsg. von Rainer Sprung u. Bernhard König, Innsbruck: Wagner; 1977, ISBN 3-7030-0046-5